# Symbion
Symbion A/S er et iværksættermiljø for innovative startups og virksomheder i København, Danmark. Iværksættermiljøet har fire lokationer, Symbion på Østerbro, Univate på (Københavns Universitet, Sønder Campus) Islands Brygge, Creators Floor på (Copenhagen Business School) Frederiksberg og COBIS på Nørrebro.
Symbion er et privat aktieselskab ejet af Symbion Fonden, Københavns Universitet, Copenhagen Business School og en række af andre private investorer.
Hos Symbion bor der 450 innovative startups, iværksættere og mindre virksomheder, hvor 260 er lokaliseret på Symbion, 120 på Univate, 20 på Creators Floor og 50 på COBIS. Symbion på Østerbro omfatter 20.000 m². Derudover omfatter Univate 5.000 m², Creators Floor 600 m² og COBIS 12.000 m². Iværksættermiljøet tilbyder et vækstprogram, Accelerace, og virksomhederne i miljøet arbejder primært inden for IoT, AI, hardware, big data, blockchain, SaaS, edtech, agrifood, biotech, healthtech og gaming. 
Navnet "Symbion" stammer fra "Symbiosis" (græsk for symbiose), som var kerneidéen bag virksomheden dengang, den var en forskerpark; et miks af forretning og forskning på en symbiotisk måde.

## Symbion faciliterer
- Coworking
- Fælleskontorer
- Private kontorer
- Mødelokaler
- Professionel sparring
- Professionelle workshops og meetups
- Advisory boards
- Netværksgrupper etc.

## Historie
Grundlagt i 1986 af seks forskere, Symbion var et statsanerkendt "innovationsmiljø" af Uddannelses- og Forskningsministeriet. Denne status betød, at virksomheden Symbion administrerede en uspecificeret mængde penge på vegne af ministeriet. Siden da har en række sub-investeringsselskaber blevet etableret af Symbion, de har været belønnet adskillige gange med officielle anerkendelser og er nu engageret i iværksætteri i hele Danmark.
I 2006 etablerede Symbion f.eks. GazelleGrowth, en sub-virksomhed hvis formål var at internationalisere danske virksomheder, som administrerede mere end 32 millioner dansker kroner på vegne af det danske Uddannelses- og Forskringsministeriere. 
I 2009 etablerede Symbion Copenhagen Bio Science Park (COBIS) i samarbejde med Scion DTU og Incuba Science Park. 